# 유로비전 송 콘테스트 2002
유로비전 송 콘테스트 2002는 제47회 유로비전 송 콘테스트이다. 타넬 파다(Tanel Padar), 데이브 벤튼(Dave Benton) 및 2XL의 노래 "Everybody"로 2001년 콘테스트에서 국가가 승리한 후 에스토니아 탈린에서 열렸다. 유럽 방송 연합(EBU)과 주최 방송사 에스토니아 텔레비전(Eesti Televisioon, ETV)이 주최한 이 콘테스트는 2002년 5월 25일 사쿠 수르할에서 열렸다. 이 콘테스트는 에스토니아 오페라 가수 앤리 피보와 배우 마르코 마트베레가 진행했다. 이는 구소련 공화국 중 한 곳에서 개최된 최초의 유로비전 송 콘테스트였다.
이번 대회에는 24개국이 참가했다. 오스트리아, 벨기에, 키프로스, 핀란드, 마케도니아, 루마니아, 스위스가 이전 대회에서 강등된 후 복귀했다. 아이슬란드, 아일랜드, 네덜란드, 노르웨이, 폴란드는 2001년에 부진한 결과로 인해 강등되었다. 아일랜드와 노르웨이가 대회에서 강등된 것은 이번이 처음이자 유일한 사건이었다. 라트비아도 올해 출전하지 않을 예정이었지만 포르투갈이 방송사의 내부 문제로 인해 불참을 선언했을 때 라트비아가 차지할 자리를 남겨 두었다. 라트비아가 마리 N이 부른 "I Wanna"라는 노래로 콘테스트에서 우승했기 때문에 이는 국가에 매우 행운이 될 것이다. 몰타, 영국, 에스토니아, 프랑스가 상위 5위 안에 들었다. 몰타는 유로비전 역사상 최고의 결과를 달성하여 2위를 차지했다. 더 아래로 내려가면 덴마크는 24위이자 마지막으로 대회를 마쳤다. 사전에 대회 우승 후보 중 하나로 선정되었음에도 불구하고 그 시점까지 최악의 결과였다.